# Chapelle international
Chapelle International est un projet d'aménagement urbain dans le 18e arrondissement de Paris, sur une ancienne emprise ferroviaire donnant sur le rond-point de La Chapelle. Ce projet est développé par Espaces Ferroviaires, filiale d'aménagement urbain et de promotion immobilière de la SNCF.
Le projet s'articule autour d'un hôtel logistique de 400 mètres de long, comprenant un terminal de fret urbain connecté au réseau ferré.

## Chronologie
Les principales dates de l'aménagement du site Chapelle International sont les suivantes :
- 1946 : création de Chapelle International en application de la décision de concentrer les opérations douanières internationales et portuaires pour les gares de Paris
- 1947-1954 : reconstruction du site avec l'aménagement en gare douanière interrégionale
- 2008 : lancement du projet urbain par la validation du programme par le conseil de Paris
- 2013 : modification du PLU en vue de l'aménagement[3] et signature d'un « projet urbain partenarial » entre la SNCF et la Ville de Paris
- 2014 : obtention du permis d'aménager
- 2014-2015 : démolition des halles désaffectées[4]
- 2016-2017 : construction de l’hôtel logistique et première phase des travaux d'aménagement des infrastructures et de la voirie
- 2017 : démarrage de la construction des logements par la Régie immobilière de la ville de Paris, travaux de couverture partielle de la Petite Ceinture.
- 2020 : ouverture du nouvel établissement du quartier, l'école Eva Kotchever[5].

## Réception
Selon Le Parisien, ce quartier « flambant neuf » de Paris peine à se débarrasser de la mauvaise réputation de la porte de la Chapelle, liée au trafic de drogue et à la colline du crack. Les HLM, qui sont prisés dans d’autres secteurs, peinent à trouver preneur. Le Figaro fait état d'un gâchis, et souligne que rares sont les familles qui acceptent de venir s’y installer.

## Description
L'aménagement concerne une zone de 4,6 ha, le long du réseau de la Gare du Nord, à l'intérieur de Paris.
Y sont prévus :
- plus de 900 logements (45 % de logements sociaux, 45 % de logements privés et 10 % de logements à loyer maîtrisé) :
  - lot B, LinkCity [10], architecte : Ignacio Prego, comprenant 128 logements pour étudiants et 112 logements pour jeunes chercheurs,
  - lot E, SOGEPROM[11], architectes : Brenac & Gonzalez - MOA Architecture, comprenant 237 logements répartis dans deux tours de 16 étages,
  - lot F, RIVP[12], architectes : Charles Pictet (mandataire) et Atelier Martel (associé), comprenant 12 logements et 12 bureaux SOHO, 91 logements sociaux familiaux ainsi qu'une résidence sociale de 167 logements, 3 commerces et un parking pour 66 véhicules et 15 motos,
  - lot G, RIVP[12], architectes : Jacques Moussafir et Nicolas Hugoo, comprenant 18 logements SOHO, 65 logements à loyers maitrisés, 44 logements sociaux,
  - lot H,
  - lot I, Legendre Immobilier, architectes : List + Piovenefabi, 74 logements et 1 000 m2 de programmation innovante ;
- 8 000 m2 de « Soho » (rez-de-chaussée et premier étage des immeubles) organisés en espace à double hauteur dont le but est de rassembler activité économique et habitation, sur les lots E, F, G, H, I ;
- 31 000 m2 de bureaux, sur le lot A et 14 000 m2 de bureaux et un commerce au rez-de-chaussée sur le lot C, architecte : MÉTRA ET ASSOCIES ;
- une école sur 4 000 m2 et une crèche sur 1 000 m2 sur le lot D ;
- des équipements sportifs et culturels sur 1 500 m2 sur les lots A et I ;
- 700 m2 de commerces ;
- des places de livraison et de stationnement ;
- la voirie publique, dont une coulée verte de 328 m de long parallèle à la rue de la Chapelle.

## Voirie
Voies composant le secteur Chapelle International,,
- Rue de la Concertation (ancienne voie CT/18)
- Rue Eva-Kotchever (ancienne voie CW/18)
- Rue du Fret (ancienne voie CS/18)
- Allée Léon-Bronchart (ancienne voie CU/18)
- Allée Lydia-Becker (ancienne voie CT/18)
- Rue Mado-Maurin (ancienne voie CR/18)
- Rue Pierre-Mauroy (Paris) (ancienne voie CP/18)
- Rue des Cheminots (ancienne voie CQ/18)
- Passage du Gué (ancienne impasse du Gué)

## Les «Soho»
Le concept de « Soho », qui signifie Small office, Home office, est né de la volonté des architectes de l'AUC (Djamel Klouche, Caroline Poulin, François Decoster et Alessandro Gess) de créer dans ce projet deux strates bien distinctes. Dans chaque bâtiment destiné au logement, la partie haute, de 7 m à 50 m, se hisse au-dessus de l’horizon dessiné par la halle de fret et la partie basse, en-dessous de 7 m, offre un espace urbain dense et vivant censé rappeler les cours parisiennes historiques. C'est là que se trouveront les « Soho ». Il s’agit de duplex qui mélangent locaux d'activités en rez-de-chaussée et logement au premier étage. Ces locaux d'activité ont pour vocation d’accueillir des artisans, des professions libérales ou des métiers de la création (graphistes, artistes, architectes, etc.).

## Gare de fret
Une gare de fret ferroviaire a été aménagée avec un budget de près de 80 millions d'euros, sur une surface de 40 000 mètres carrés,. Elle est inaugurée en juin 2018, avec pour missions de préserver l'écoquartier des nuisances ferroviaires et de réduire le nombre de poids-lourds en circulation dans la ville et à ses abords. En 2023, elle n'est toutefois toujours pas en service.

## Autres aménagements remarquables
- Centre de stockage des données numériques de la Ville de Paris[23].